# Mount Humphrey Lloyd
Humphrey Lloyd är ett berg i Antarktis. Det ligger i Östantarktis. Nya Zeeland gör anspråk på området. Toppen på Humphrey Lloyd är 2 975 meter över havet.
Terrängen runt Humphrey Lloyd är bergig söderut, men norrut är den kuperad. Trakten är obefolkad. Det finns inga samhällen i närheten.